# Handball-Weltmeisterschaft der Frauen 2025
Die 27. Handball-Weltmeisterschaft der Frauen soll vom 27. November bis 14. Dezember 2025 in Deutschland und den Niederlanden stattfinden. Insgesamt treten 32 Mannschaften an. Der Veranstalter ist die Internationale Handballföderation (IHF). Die französische Nationalmannschaft geht als Titelverteidiger in das Turnier.

## Gastgeber
Die Internationale Handballföderation vergab am 28. Februar 2020 auf der Sitzung des IHF-Council in der ägyptischen Hauptstadt Kairo die Austragung der Weltmeisterschaft 2025 an Deutschland und die Niederlande.
Der Deutsche Handballbund (DHB) war bereits Ausrichter der Weltmeisterschaft der Frauen 1965, 1997 und 2017. Er richtete auch die Weltmeisterschaft der Männer 1961, 1982, 2007 sowie, zusammen mit dem dänischen Verband, 2019 aus. Vom Nederlands Handbal Verbond (NHV) wurden die Frauen-Weltmeisterschaften 1971 und 1986 ausgerichtet.

## Austragungsorte
Als mögliche Austragungsorte wurden in der Bewerbung die deutschen Hallen Barclays Arena (Hamburg), GETEC Arena (Magdeburg), OWL Arena (Halle/Westfalen) und die Arena Leipzig (Leipzig) genannt. Für die Niederlande waren das Ahoy Rotterdam (Rotterdam) und das Omnisport Velodrome (Apeldoorn) im Gespräch.
Am 16. Mai 2022 gab der Deutsche Handballbund die Spielorte in Deutschland bekannt: Die drei Gastgeberstädte sind Stuttgart (Porsche-Arena), Trier (SWT-Arena) und Dortmund (Westfalenhalle 1). In Stuttgart und in Trier sollen die Spiele von je zwei Vorrundengruppen ausgetragen werden. In Dortmund werden die Spiele in zwei Hauptrundengruppen sowie zwei Viertelfinalspiele stattfinden. In den Niederlanden werden die Spiele der restlichen vier Vorrunden- und zwei Hauptrundengruppen, die beiden übrigen Viertelfinalspiele sowie die Spiele der Halbfinals und der Medaillenspiele ausgetragen. In den Niederlanden wird die Vorrunde und der President’s Cup in der Maaspoort Sports & Events in ’s-Hertogenbosch sowie die Hauptrunde und das Finalwochenende in der Rotterdam Ahoy in Rotterdam gespielt.

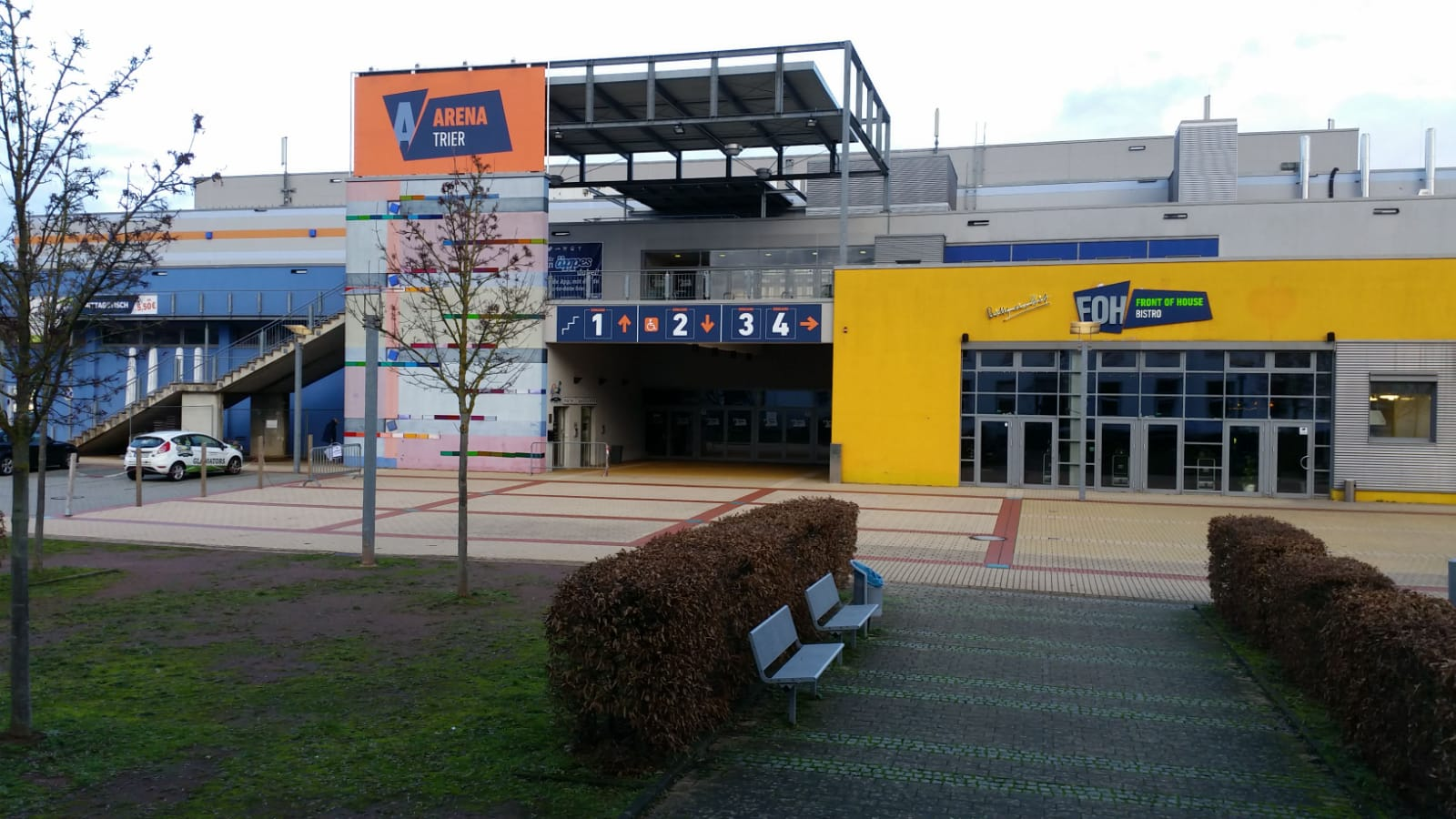
Arena Trier
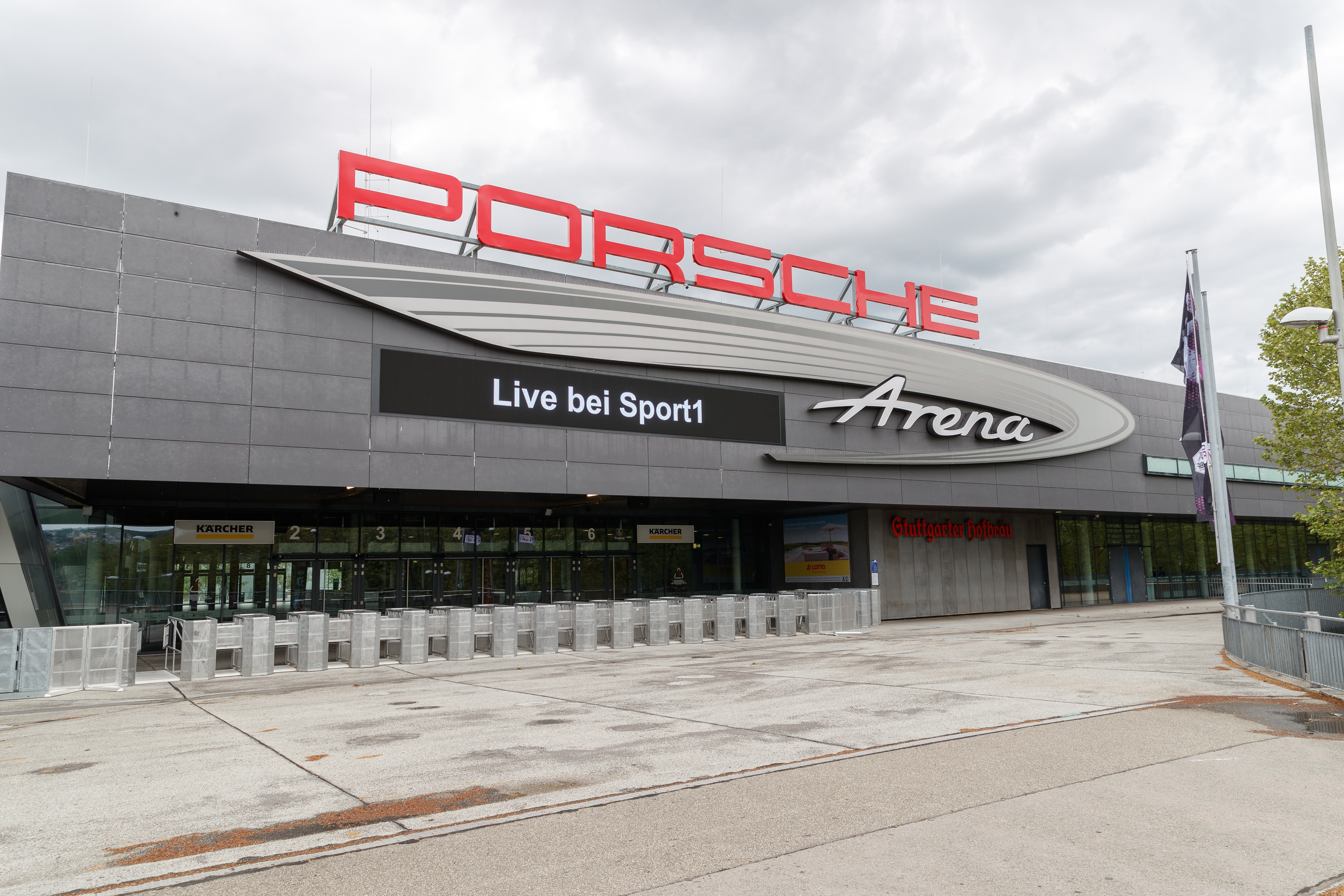
Porsche-Arena
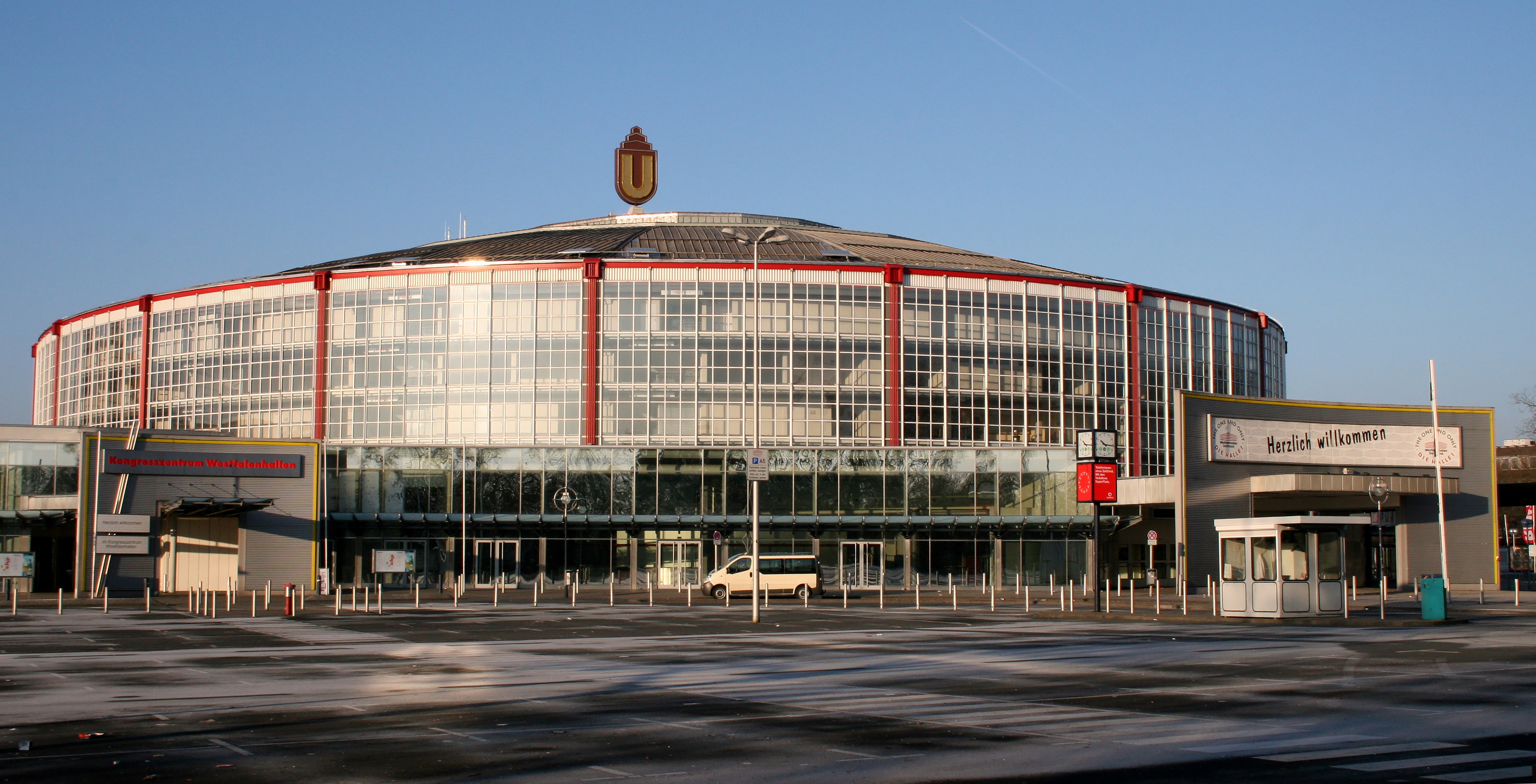
Westfalenhalle 1
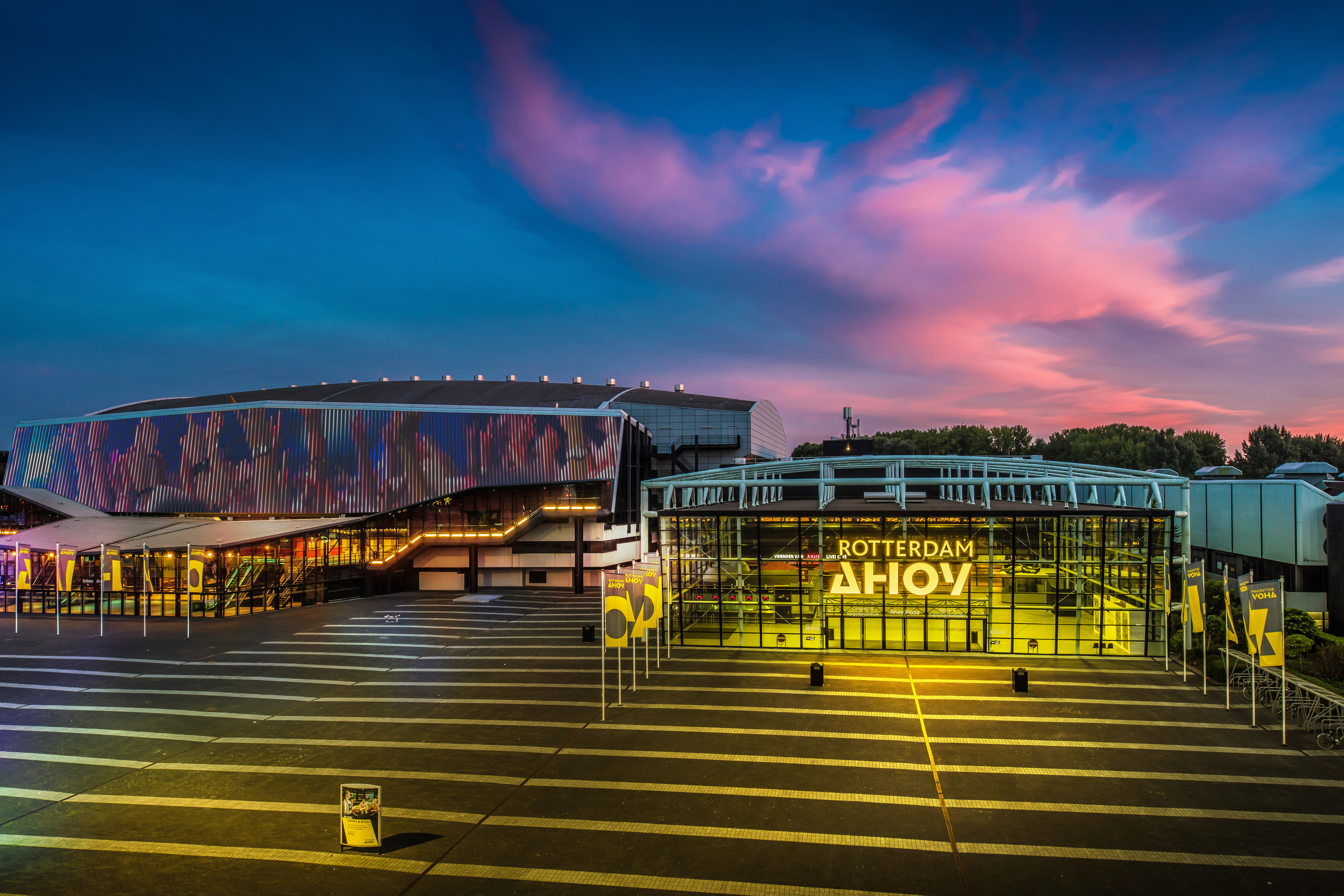
Rotterdam Ahoy
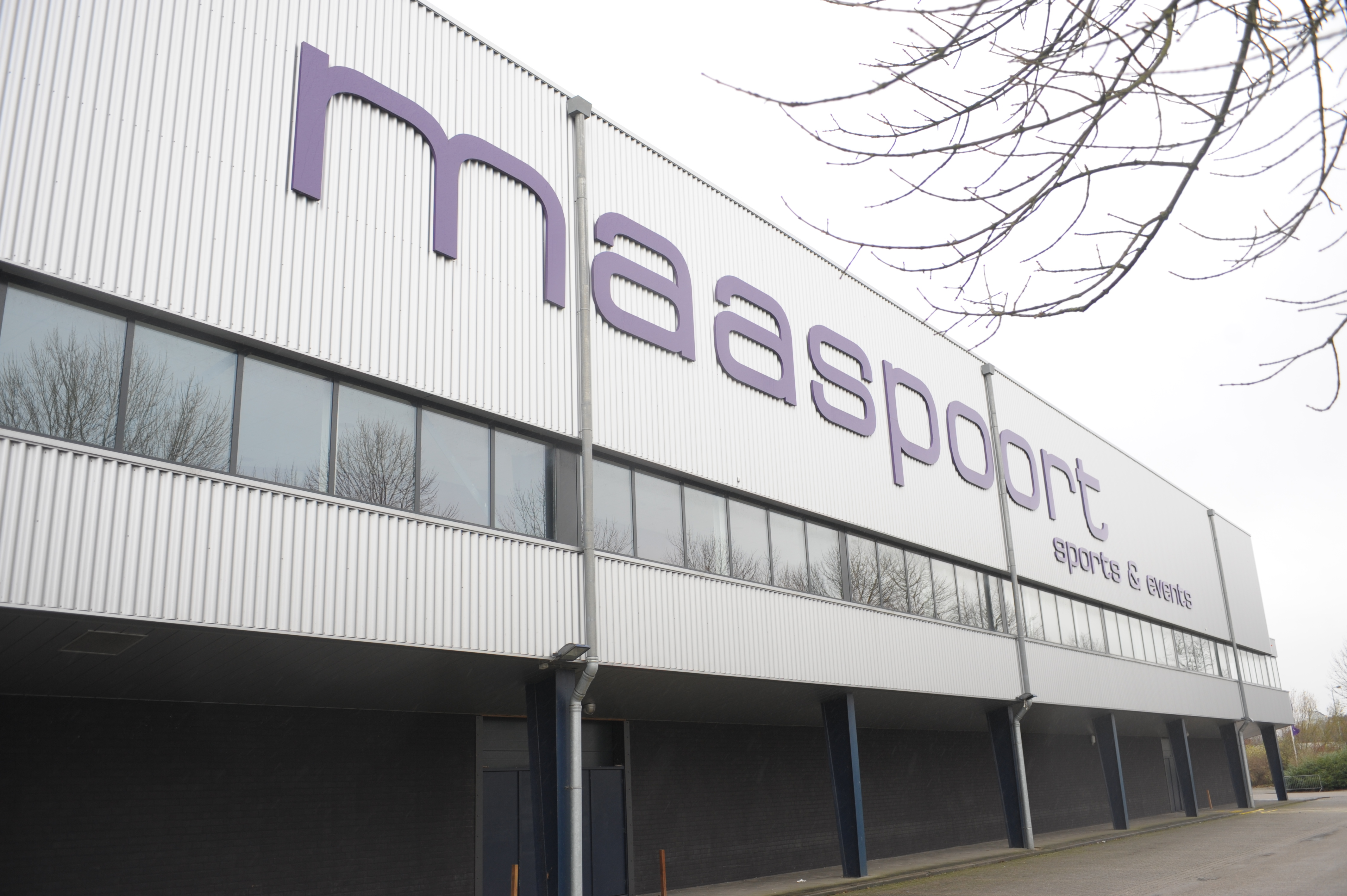
Maaspoort Sports & Events

## Qualifikation
Am Turnier werden 32 Mannschaften teilnehmen. Gesetzt sind dabei die Gastgeber und der amtierende Weltmeister. Zudem wurden bis zu zwölf Leistungsplätze an die Kontinentalföderationen auf der Grundlage der Mannschaften auf Rang 1–12 der vorangegangenen Weltmeisterschaft zugeteilt, bis zu 17 Pflichtplätze an Mannschaften der Verbände in Afrika, Asien, Europa, Nordamerika und Karibik, Süd- und Zentralamerika sowie ggf. Ozeanien und Wildcards.
Teilnehmer an der Weltmeisterschaft sind:
- Deutschland und Niederlande (Ausrichter)
- Frankreich (Sieger der Weltmeisterschaft 2023)
- Argentinien, Brasilien, Uruguay und Paraguay (Süd- und Zentralamerika)
- Angola, Senegal, Ägypten und Tunesien (Afrika)
- Südkorea, Japan, Kasachstan und der Iran (Asien)
- Norwegen, Dänemark, Ungarn, Island, Polen, Montenegro, Schweiz, Rumänien, Schweden, Serbien, Färöer, Tschechien, Spanien und Österreich (Europa)
- China und Kroatien (Wildcard)
- Kuba (Nord- und Mittelamerika)

## Gruppenauslosung
Schon im November 2024 wurden acht Mannschaften jeweils einer Vorrundengruppe zugewiesen: Dänemark in Gruppe A, Ungarn in Gruppe B, Co-Organisator Deutschland in Gruppe C, Slowenien in Gruppe D, Co-Organisator Niederlande in Gruppe E, amtierender Weltmeister Frankreich in Gruppe F, Schweden in Gruppe G sowie Norwegen in Gruppe H. Zu diesem Zeitpunkt waren von den acht gesetzten Mannschaften fünf noch nicht qualifiziert, nur die Organisatoren und der amtierende Weltmeister standen fest. Bereits qualifiziert, aber nicht gesetzt, waren Argentinien, Brasilien und Uruguay (für Süd- und Zentralamerika). Von den fünf gesetzten, aber noch nicht qualifizierten Teams schaffte eins (Slowenien) die Qualifikation nicht.
Die Auslosungszeremonie wurde am 22. Mai 2025 in ’s-Hertogenbosch abgehalten. Dafür wurden die 32 Teams entsprechend ihrer Spielstärke – basierend auf den bisherigen Ergebnissen – in vier Lostöpfe eingeordnet. Die IHF entschied, die Teams mit den größten Fangemeinden möglichst nah an ihren Grenzen zu platzieren und die stärksten Teams gleichmäßig auf die beiden Gastgeberländer zu verteilen. Zusätzlich zu den schon gesetzten Mannschaften wurde auch das färöische Team gesetzt (Gruppe D, dritte Reihe).
| Gruppe A Rotterdam    | Gruppe B 's-Hertogenbosch | Gruppe C Stuttgart    | Gruppe D Trier     |
| --------------------- | ------------------------- | --------------------- | ------------------ |
| Dänemark (gesetzt)    | Ungarn (gesetzt)          | Deutschland (gesetzt) | Montenegro Anm. 1  |
| Rumänien              | Schweiz                   | Serbien               | Spanien            |
| Japan                 | Senegal                   | Island                | Färöer (gesetzt)   |
| Kroatien              | Iran                      | Uruguay               | Paraguay           |
| Gruppe E Rotterdam    | Gruppe F 's-Hertogenbosch | Gruppe G Stuttgart    | Gruppe H Trier     |
| Niederlande (gesetzt) | Frankreich (gesetzt)      | Schweden (gesetzt)    | Norwegen (gesetzt) |
| Österreich            | Polen                     | Brasilien             | Angola             |
| Argentinien           | Tunesien                  | Tschechien            | Südkorea           |
| Ägypten               | Volksrepublik China       | Kuba                  | Kasachstan         |
Anm. 1 Die slowenische Mannschaft war gesetzt, konnte sich aber in der europäischen Qualifikation gegen das serbische Team nicht für die Weltmeisterschaftsteilnahme qualifizieren.

## Turnierverlauf
Das Turnier wird vom 27. November bis 14. Dezember 2025 in Deutschland und den Niederlanden ausgetragen. Auf eine Vorrunde folgt die Hauptrunde und dann die Finalrunde bzw. der President’s Cup. Die Plätze 1 (Weltmeister) bis 8 sowie 25 bis 32 werden direkt ausgespielt, die Plätze 9 bis 24 nach der Hauptrunde anhand der dortigen Platzierung ermittelt.

### Vorrunde
Die 32 Mannschaften spielen zunächst in der Vorrunde in acht Gruppen zu je vier Teams im Format jeder gegen jeden. Die 48 Spiele der Vorrunde werden vom 26. November bis 2. Dezember 2025 ausgetragen. Die Mannschaften auf den Plätzen 1 bis 3 der Vorrundengruppen ziehen in die Hauptrunde ein, die Viertplatzierten spielen um den President’s Cup.

### President’s Cup
In der Runde um den President’s Cup spielen vom 4. bis 10. Dezember die Mannschaften, die in der Vorrunde in ihren Gruppen den letzten Platz belegt hatten. Diese acht Teams spielen in zwei Gruppen zu je vier Teams jeweils jeder gegen jeden. In der Gruppe I treten die Mannschaften aus den Vorrundengruppen A bis D, in der Gruppe II die Mannschaften aus den Vorrundengruppen E bis H an. Nach Abschluss der Gruppenphase spielen die beiden Erstplatzierten gegeneinander um Platz 25, die Zweitplatzierten um Platz 27, die Drittplatzierten um Platz 29 und die Letztplatzierten um Platz 31 der Weltmeisterschaft 2025.

### Hauptrunde
In die Hauptrunde ziehen die Mannschaften ein, die in der Vorrunde die Plätze 1 bis 3 ihrer Gruppen belegt hatten. In der Hauptrundengruppe I spielen die Mannschaften aus den Vorrundengruppen A und B, in Gruppe II aus den Vorrundengruppen C und D, in Gruppe III aus den Vorrundengruppen E und F und in der Gruppe IV aus den Vorrundengruppen G und H jeweils jeder gegen jeden. Jede Mannschaft bestreitet drei Spiele, die Ergebnisse untereinander in der Vorrunde werden mitgenommen. Die besten zwei Mannschaften jeder Hauptrundengruppe ziehen in das Viertelfinale ein.

### Viertelfinale
Im Viertelfinale treten am 9. und 10. Dezember die acht Mannschaften, die in der Hauptrunde die Plätze 1 bis 2 ihrer Gruppe belegt haben, in K.O.-Spielen an, wobei sich jeweils ein Erst- und ein Zweitplatzierter verschiedener Gruppen gegenüberstehen. Die Sieger der acht Spiele ziehen in das Halbfinale ein, die Verlierer in die Runde um die Plätze 5 bis 8.

### Runde um die Plätze 5 bis 8
In der Runde um die Plätze 5 bis 8 treten die Verlierer der Spiele im Viertelfinale in K.O.-Spielen an. Die Gewinner spielen um Platz 5, die Verlierer um Platz 7.

#### Spiel um Platz 5
Im Spiel um Platz 5 stehen sich die Gewinner der Runde um die Plätze 5 bis 8 gegenüber.

#### Spiel um Platz 7
Im Spiel um Platz stehen sich die Verlierer der Runde um die Plätze 5 bis 8 gegenüber.

### Halbfinale
Im Halbfinale treffen die vier Sieger der Viertelfinalrunde am 12. Dezember in Rotterdam aufeinander und spielen um den Einzug in das Finale. Die Verlierer tragen das Spiel um Platz 3 aus.

### Spiel um Platz 3
Im Spiel um Platz 3 treten die Verlierer der Halbfinalspiele gegeneinander am 14. Dezember in Rotterdam an.

### Spiel um Platz 1 (Finale)
Im Finale der Weltmeisterschaft stehen sich am 14. Dezember in Rotterdam die Gewinner aus den beiden Halbfinalspielen gegenüber. Der Sieger ist Weltmeister des Jahres 2025.

## Statistiken

### Platzierungen
Die Platzierungen 1 bis 8 werden in der Finalrunde, die Plätze 25 bis 32 im President’s Cup ausgespielt. Die dazwischen liegenden Plätze 9 bis 24 werden nach der Abschlussplatzierung der vier Hauptrundengruppen wie folgt verteilt: Die Drittplatzierten belegen die Plätze 9 bis 12, die Viertplatzierten die Plätze 13 bis 16, die Fünftplatzierten die Plätze 17 bis 20 und die Sechstplatzierten der Hauptrundengruppen belegen die Abschlussplatzierungen 21 bis 24. Kriterien zur Verteilung der Plätze unter den Gleichplatzierten sind dabei die erreichte Punktzahl, die Tordifferenz und ggf. die Zahl der erzielten Tore, ggf. noch die Zahl der Tore aus der Vorrunde.